# 謝爾曼鎮區 (北達科他州博蒂諾縣)
謝爾曼鎮區（英語：Sherman Township）是位於美國北達科他州博蒂諾縣的一個鎮區。

## 地方資料
謝爾曼鎮區的面積為93.02平方千米，當中陸地面積為93.01平方千米，而水域面積為0.01平方千米。根據2010年美國人口普查的數據，當地共有人口68人，而人口密度為每平方千米0.73人。